# Fluss (Heraldik)
Der Fluss ist in der Heraldik ein Heroldsbild und wird als gewellter Balken dargestellt. Die bevorzugte Farbe ist Silber. Der Unterschied zum gewellten Balken besteht in der Wellendarstellung, mindestens aber in der Wellenandeutung, auf der Balkenfläche. Beim Pfahl ist die Bezeichnung Wellenpfahl gebräuchlich.

## Beispiele

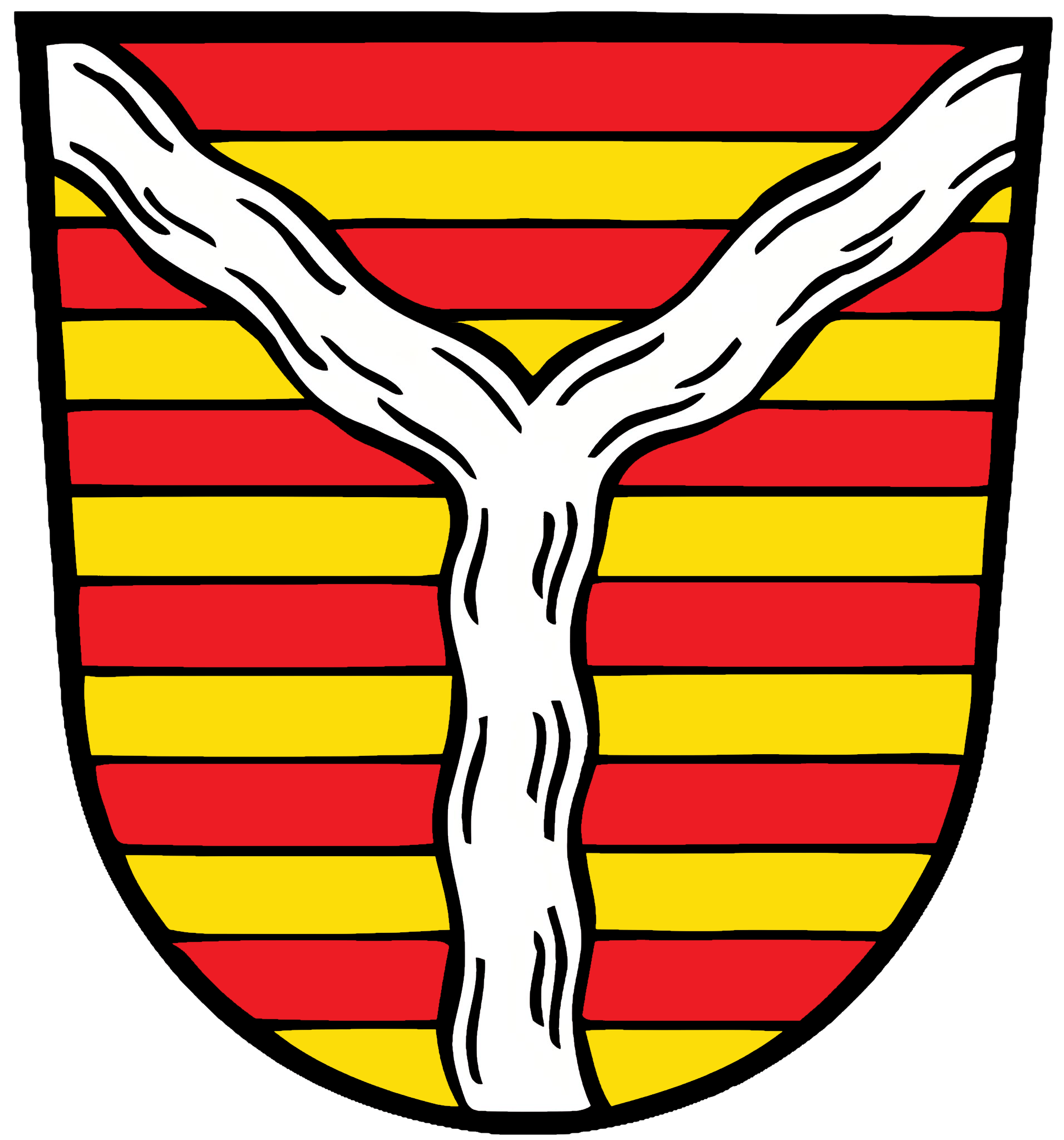
Landkreis Gemünden am Main (Bayern, 1939–1972)
Zusammenfluss von Fränkischer und Schwäbischer Rezat in Georgensgmünd (Bayern)
Zusammenfluss von Nidder und Nidda in Bad Vilbel-Gronau (Hessen)
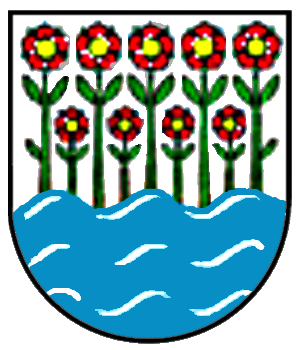
Wappen von Mannheim-Neckarau (Baden-Württemberg)
Gemeinde Nordleda (Niedersachsen)
Nordrhein-Westfalen
Sonnenberg (Niedersachsen)
Petershagen an der Weser (Nordrhein-Westfalen)
Aargau
Kandergrund (Kanton Bern)
Koblenz (Kanton Aargau)

Auch Göpel und Deichsel können wellenförmig im Wappen erscheinen. Der Schildfuß wird gelegentlich durch einen Fluss (Wellenteilung) vom übrigen Schild abgeteilt oder ist selbst (See, Meer -hier insbesondere bei Leuchttürmen-) so dargestellt.